# (1452) Hunnia
(1452) Hunnia est un astéroïde de la ceinture principale.

## Description
(1452) Hunnia est un astéroïde de la ceinture principale. Il fut découvert le 26 février 1938 à l'observatoire Konkoly par György Kulin. Il présente une orbite caractérisée par un demi-grand axe de 3,11 UA, une excentricité de 0,20 et une inclinaison de 14,2° par rapport à l'écliptique.

## Nom
L'astéroïde a été nommé en l'honneur de la nation hongroise, qui est celle du découvreur György Kulin.

## Compléments